# Attacker You!
Attacker You! (アタッカーYOU!, Atakkā Yū!, traduzido como A Atacante You!) ou Joana e Sérgio é uma série de mangá criada por Jun Makimura e Shizuo Koizumi e publicada por Kodansha em 1984. A série de anime, teve 58 episódios de 24 minutos cada e foi produzida pelo estúdio de animação Knack Productions. O anime estreou primeiro no país de origem, no Japão pela TV Tokyo dia 13 de abril de 1984 e encerrou suas transmissões dia 21 de junho de 1985. A versão em DVD foi lançada no Japão dia 20 de agosto de 2004.
Em Portugal a série foi ao ar em 1995 na RTP1 e na RTP2 com dobragem portuguesa sob o título de Joana e Sérgio: O Desafio dos Anjos. Curiosamente,em Portugal a série era transmitida com vídeo italiano,genérico dobrado a partir da versão original japonesa e nomes de personagens adaptados da versão francesa/espanhola. 
O anime Attacker You!, apesar das audiências baixas no Japão, alcançou um alto nível de popularidade em vários países da Europa, incluindo Portugal (Joana e Sérgio, O Desafio dos Anjos), Itália (Mila e Shiro, due cuori nella pallavolo), França (Jeanne et Serge), Espanha (ambos chamados de Dos fuera de serie e Juana y Sergio) e na Polónia (Pojedynek Aniolow). O anime foi transmitido novamente várias vezes na Itália desde a sua transmissão original lá, e o mangá também foi lançado na Itália. As dobragens europeias foram tão populares que inspiraram muitas jovens espectadoras do sexo feminino nos países onde a série foi exibida, a se juntar às equipes de voleibol nas suas escolas.
Este anime nunca foi exibido no Brasil, nem o mangá publicado nos países lusófonos.

## Enredo
Attacker You! é sobre a história da Joana Hazuki (You Hazuki na versão original), uma garota de treze anos de idade energética do interior que se muda para Tóquio para ir viver com seu pai Toshiko, cinegrafista que regressou recentemente do Peru, E Joana vai para a escola secundária. A mãe de Joana, a protagonista que acreditavam estar morta, é uma ex-campeã de Voleibol, ela também jogou na seleção japonesa e continuou a jogar até que ela havia abandonado a família quando Joana era criança; o pai, para sua filha não sofrer muito, então ele decidiu fingir que sua mãe estava morta. Joana também tem um irmão mais novo adotivo chamado, Sunny, muito próximo dela e a segue onde quer que ela vá, até mesmo para a escola e ajuda no voleibol.
A escola vê o jogo de vôlei, tornando a Joana uma campeã. Seu sonho, é se juntar um dia à Seleção Japonesa de Voleibol Feminino e participar nas Olimpíadas de Seul de 1988. Inicialmente a equipe de vôlei de meninas vai jogar na escola Hikawa, rapidamente se tornando uma das proprietárias, embora o seu treinador, Daimon, aparece nos caminhos difíceis para fazer as coisas contra a menina, preferindo a capitã Nami Hayase e tornando-a receptora. Logo as duas meninas ainda aprendem a ser amigas, apesar de sua rivalidade eterna tanto no esporte e no amor, Joana se apaixona pelo capitão do clube de vôlei masculino, seu senpai Sérgio Tachiki (So Tachiki no original), e Nami também se apaixona por ele.
Joana irá provar ser muito habilidosa e poderosa nas primeiras enterradas, mas com uma má recepção, algo que as habilidades da sua provisão existente e do centro da receptora Nami Hayase, apesar dos métodos rudes de Daimon (por isso ele será forçado a deixar a equipe e ser substituído pelo diretor da escola ignorante no vôlei), as meninas conseguem chegar à final das alunas, onde, no entanto, vai perder contra as Sunlight, a formação de Kaori (Eri, no original) Takigawa, uma gênia do vôlei que já aos 13 anos anos tinha sida chamada no Comitê Olímpico Nacional e Joana tem uma amizade muito forte com ela.
Após o período do meio, Joana será capaz de se juntar à equipe profissional dos Seven Fighters, fazendo amigos entre os outros com o seu parceiro, em vez da "Robusta", Yogina Yokono, e mais tarde (depois de vencer o campeonato) com sua colega e concorrente para o mesmo papel no campo de ponteira, Sori Shinoda. Com este clube Joana consegue vencer tanto o campeonato e o torneio aberto, sendo convocada a nível nacional. É só neste momento que descobre a verdade sobre sua mãe, Kyushi Tajima, das próprias palavras da mulher com o seu conto de abandono de continuar a jogar vôlei. A repercussão para Joana é forte e a menina deixa os treinos. Sérgio, que está agora quase sendo seu namorado, finalmente encontra ela e a convence a refazer seus passos. Joana retorna com a retirada do reacender nacional, as relações com sua mãe agora se tornaram uma comentarista esportiva.
A equipe olímpica, após a vitória do amistoso contra a União Soviética, é dividida em duas equipes: a Nacional A (composto por Kaori, Rayaka Omori, Clara Ohsugi, Asai Iromine e algumas das jogadoras de Sunlight) e o Nacional B (composto por Joana, Tulia Kaido, Nami Hayase, Monia Takami, Nabiki Yokono (a irmã de Yogina, chamada de "Moby Dicki"), A Vera Oriki e Oki Samoto bem como alguns componentes das Seven Fighters ). O que vai ganhar os três amistosos entre elas com a esperança de trazer jogadoras para os Jogos Olímpicos de Verão de 1988 e Joana dentro de sua equipe vai encontrar uma rival poderosa e bruta e energética Tulia Kaido (descoberta por Daimon), o que é imponente com sua aparente arrogância e grosseria e estragando a harmonia da equipe, mas Joana vai ser capaz de provar que ela é a melhor em campo quando Tulia for trocar com Maomi Masuda, através da Nacional A. Eventualmente, a equipe vai ganhar da Joana até formar uma equipe para o torneio das quatro nações. Será só neste momento que Tullia admite seus erros e se torna amiga de Joana.
A série termina com Joana rebatendo para o primeiro jogo contra a Checoslováquia com uma formação que vê naturalmente no campo, entre outros, as companheiras insubstituíveis e os amigos e Nami Kaori em seus respectivos papéis da defensora central e a levantadora.

### Diferenças entre o anime e o mangá
- No mangá Joana tenta entrar na Seven Fighters, mas depois Mitamura convence ela à se inscrever no Serin onde possa treinar junto com Nami e viram companheiras de equipe, portanto, também estão ausentes Yogina e Sori, enquanto no mangá existem outros personagens como o senpai Mishiro.
- Sunny, irmão adoptivo de Joana, aparece apenas no anime.
- Enquanto no anime Joana descobre que sua mãe (Kyushi Tajima) está viva, no mangá ela está realmente morta e é vista apenas em flashbacks.
- No mangá,  Daimon (o treinador de Joana e Nami no ensino médio) é um marginal e nunca vai competir com Mitamura e Yamahoka para desempenhar o papel de técnico da seleção feminina japonesa, deixa a cena com a passagem da protagonista júnior para alta.
- No mangá, a relação entre Yu (Joana) e So (Sérgio) não é extensa, mas no anime parece mais frequente para incentivar Joana.
- O mangá termina com Joana, que é escolhida para se tornar uma jogadora de vôlei na Nacional Feminina Japonesa, também é visto no anime Joana treinando e jogando alguns jogos na Nacional.
- O mangá tem como tema fundamental o sacrifício e empenho da Joana de fato vemos que com o treinamento duro e compromisso finalmente consegue atingir o seu objetivo de se tornar uma jogadora da seleção de vôlei, no anime, além disto, existem também outras questões tratada como: amor, amizade, família, temas marginalmente presente no mangá.

## Mangá
O mangá foi escrito e ilustrado por Makimura Jun e Koizumi Shizuo e publicado pela editora japonesa Kodansha na década de 1980, o mangá teve três volumes independentes. Também foi publicado na Itália, com o título original entre 10 de fevereiro e 10 de abril de 2003, pela editora Star Comics na revista Starlight.
Anteriormente, o mangá já havia sido publicado na Itália na década de 1980 pela editora Corriere dei Piccoli, mas a série foi cancelada no final do primeiro volume, que teve placas coloridas e os nomes alterados. No final do terceiro volume, a história conclusiva foi escrita pelos mesmos autores, sob o título de Irina e i pirati del mar dei Caraibi, mas foi independente da história de Yu.

### Capítulos do mangá
| N.º | Título                                              | Data de lançamento original                  | Data de lançamento lançamento na itália |
| --- | --------------------------------------------------- | -------------------------------------------- | --------------------------------------- |
| 1   | Attacker YOU! 1 「アタッカーYOU! 1」 (Atakkā yū! 1) | 6 de Novembro de 1984 ISBN 978-4-06-108483-4 | 10 de Fevereiro de 2003                 |
| 2   | Attacker YOU! 2 「アタッカーYOU! 2」 (Atakkā yū! 2) | 1 de Maio de 1985 ISBN 978-4-06-178500-7     | 10 de Março de 2003                     |
| 3   | Attacker YOU! 3 「アタッカーYOU! 3」 (Atakkā yū! 3) | 1 de Agosto de 1985 ISBN 978-4-06-178509-0   | 10 de Abril de 2003                     |

## Equipe
- Criador: Shizuo Koizumi
- Diretor: Kazuyuki Okaseko, Masari Sasahiro
- Roteiro: Hideki Sonoda, Yoshihisa Araki, Susumu Yoshida
- Diretor de animação: Satoshi Kishimo
- Desenhos dos personagens: Jun Makimura, Teruo Kigure, Kyomu Fukuda
- Música: Shiro Sagisu
- Abertura: Seishun Prelude (Prelude of Youth) (青春プレリュード) cantada por Harumi Kamo.
- Encerramento: Twinkle, Twinkle, cantado por Harumi Kamo.

## Elenco

### Versão japonesa
- Yuko Kobayashi como You Hazuki
- Naoko Matsui como Nami Hayase
- Kazuyuki Sogabe como Shingo Mitamura
- Michihiro Ikemizu como Toshihiko Hazuki (Pai de Yu)
- Yumi Takada como Eri Takigawa
- Satoko Kito como Kuro e Meiko "Chibi" Nanao
- Kumiko Takizawa como Kanako Tajima

### Dobragem portuguesa
- Tradução - Isabel Alves
- Direcção - Jorge Mota
- Áudio - Aurastudio
- Vozes:
- Jorge Mota
- Ângela Marques
- Clara Nogueira
- Jorge Vasques
- João Paulo Costa
- Paula Seabra
- Rosa Quiroga
- Rui Oliveira
- Zélia Santos
- Produção - João Fernandes Mota
- Departamento Tratamento Programas Estrangeiros - RTP.